# Танзанија
Танзанија (свах. Tanzania), или званично Уједињена Република Танзанија (свах. Jamhuri ya Muungano wa Tanzania), држава је у источној Африци. Граничи се са Кенијом и Угандом на северу, Руандом, Бурундијем и ДР Конгом на западу, Замбијом, Малавијем и Мозамбиком на југу, и Индијским океаном на истоку. Име је добила по Тангањики, континенталном делу државе, и острву Занзибар.
Уједињене нације су 2016. године процениле да популација Танзаније износи 55.572.201. Становништво се састојало од неколико етничких, лингвистичких, и религиозних група.
Земља је била члан Комонвелта све до стицања независности 1961. Тангањика се 1964. ујединила са Занзибаром и острвом Пемба чиме је настала Уједињена Република Тангањика и Занзибар, касније преименована у Уједињена Република Танзанија. Танзанија је председничка конституциона република. Године 1996. престоница Танзаније је премештена из Дар ес Салама у Додому, где је лоцирано председниково седиште, Народна скупштина, и део министарстава. У бившој престоници је већина владиних установа, а то је и највећи град земље, главна лука, и водећи комерцијални центар. Танзанија је једнопартијски вођена држава са социјалистичком-прогресивном Партијом револуције на власти.
Неке од праисторијских популационих миграција у Танзанију обухватају јужне кушитске говорнике који су се преселили јужно из Етиопије; источнокушитске народе који су се доселили у Танзанију са севера језера Туркана пре око 2.000 до 4.000 године; и јужне Нилоте, укључујући Датоге, који потичу из региона данашње границе Јужног Судана и Етиопије, одакле су дошли пре око 2.900 и 2.400 година.‍:pp. 18 Ове миграције су се одвиле у истом периоду као и насељавање Машарики Бантуа из западне Африке у области Викторијиног и Тангањика језара. Они су накнадно мигрирали преко остатка Танзаније пре 2.300 и 1.700 година.
Европски колонијализам почео је на копненом делу Танзаније током касног 19. века кад је Немачка формирала Немачку источну Африку, која је потпала под Британску власт након Првог светског рата. Копненим делом је управљано као Тангањиком, док је Занзибарски архипелаг остао као засебна колонијална надлежност. Након стицања независности 1961. и 1963, два ентитета су се спојила у априлу 1964, чиме је формирана Република Танзанија.
Танзанија је планинска и густо пошумљена на североистоку, где је планина Килиманџаро лоцирана. Три од афричких Великих језера су делом унутар Танзаније. На северу и западу леже Викторијино језеро, највеће афричко језеро, и језеро Тангањика, најдубље језеро овог континента, познато по својим јединственим врстама рибе. Каламбо водопади у југозападном региону Руква су други по величини водопади у Африци, а лоцирани су у близини југоисточне обале језера Тангањика на граници са Замбијом. Источна обала је топла и влажна, са Занзибарским архипелагом у близини обале. Конзервациона област Менајског залива је Занзибарска највећа поморска заштићена област.
Говори се преко 100 различитих језика у Танзанији, што је чини лингвистички најразноврснијом земљом у Источној Африци. Земља нема de jure званични језик, мада је национални језик Свахили. Свахили се користи у парламентарним дебатама, у нижим судовима, и као медијум за подучавање у основним школама. Енглески се користи у спољној трговини, у дипломатији, вишим судовима, и као медијум за наставу у средњем и вишем образовању, мада Танзанијска влада планира да у потпуности прекине са употребом енглеског у образовању. Приближно 10% Танзанијаца говори Свахили као матерњи језик, и до 90% га користи као други језик.

## Историја
Танзанија је била део Немачке источне Африке од 1880-их до 1919. када је постала Британски протекторат све до стицања независности 1961. Џулијус Њерере је постао 1960. премијер Тангањике, положај на коме је остао и по стицању независности. Тангањика и суседни Занзибар, који је стекао независност 1963, су се ујединили 1964. у Танзанију. Њерере је увео афрички социјализам (Ујама) који је наглашавао правду и једнакост. Међутим Ујама се претворио у економску катастрофу те је, због пропасти колективних фарми, довео до несташице хране.
Године 1979, Танзанија је објавила рат Уганди, након што је ова покушала да освоји територије на северу Танзаније. Танзанија је не само ослободила своје територије него је и извршила и инвазију на Уганду и свргнула Иди Амина. Њерере је 1985. предао власт Али Хасан Мвинију, али је задржао место председника водеће странке Чама Ча Мапиндузи (ЦЦМ) све до 1990. када је предао контролу Мвинију.
Године 1990. у Танзанији је првим вишестраначким изборима завршено доба једностраначја. Међутим ЦЦМ је надмоћно добио изборе, а њихов кандидат Бењамин Мкапа је постао нови председник.
Године 2001, најмање 21 особа је (углавном чланова партије Сивик јунајтед фронт) убијено на Занзибару када је полиција отворила ватру на демонстранте који су захтевали понављање избора.
Крајем 2004. земљотрес на другој страни Индијског океана и цунами који се притом подигао стигао је и до обала Танзаније, при чему је живот изгубило 11 особа. У луци Дар ес Салем, танкер је избачен на обалу при чему је дошло до оштећења нафтовода.

### Преколонијални период
Сматра се да су аутохтона популација источне Африке којсански говорећи Хадза и Сандаве ловци-сакупљачи Танзаније.‍:pp. 17
Први талас миграције су сачињавали народи који говоре јужнокушитске језике, који су мигрирали на југ из Етиопије у Танзанију. Они су преци народа који говоре ираквски, горовски, и бурунгски језик.‍:pp. 17 На бази лингвистичке евиденције, сматра се да је дошло до две миграције источнокушитских народа у Танзанију пре око 4.000 и 2.000 година, који су приспели са северног предала језера Туркана.‍:pages 17–18 Археолошка евиденција потвђује закључак да су јужни Нилоти, укључујући Датоге, мигрирали на југ из граничног региона данашњег Јужног Судана / Етиопије у централно-северну Танзанију пре између 2.900 и 2.400 година.‍:pp. 18 Ове миграције су се одвиле у приближно исто време као и насељавање Машарики Банту народа из Западне Африке, који су користили гвожђе, у области Викторијиног и Тангањика језера. Они су донели са собом западно афричку пољопривредну традицију и примарну основну храну јам. Они су накнадно мигрирали из тих региона у остатак Танзаније пре између 2.300 и 1.700 година.
Источнонилотски народи, у које се убрајају Масаји, су мигрирали у ближој прошлости, током задњих 500 до 1.500 година, из садашњег Јужног Судана.
Народи Танзаније су повезани с производњом гвожђа и челика. Паре народ су били главни произвођачи високо траженог гвожђа међу народима који су настањивали планинске регионе североисточне Танзаније. Хаја народ на западним обалама Викторијиног језера је измео тип високо-температурне високе пећи, која је омогућавала ковање угљеничног челика на температурама које су премашивале 1.820 °C (3.310 °F) пре више од 1.500 година.
Путници и трговци из Персијског залива и Индије су посећивали источноафричку обалу током почетка првог миленијума. Ислам су практиковали неки народи на Свахили обали још у осмом или деветом веку.

## Географија

### Положај
Државе са којима се Танзанија граничи су: Кенија, Уганда, Руанда, Бурунди, Демократска Република Конго, Замбија, Малави и Мозамбик. Површина државе износи 947.303 km².

### Геологија и рељеф
У североисточном делу земље се налазе планине, међу којима Меру и Килиманџаро, обе активни вулкани. Природна лепота Килиманџара, и чињеница да је са 6010 метра највиши врх Африке, привлачи на хиљаде туриста годишње.
Западно од њих се налази Национални парк Серенгети, чувен по годишњој миграцији милиона гнуа, и по великом броју лавова, леопарда, слонова, носорога и бивола. Близу парка се налази Олдуваји клисура у којој су пронађени многи од најстаријих људских фосила.
Даље на западу се налази Викторијино језеро, највеће афричко језеро и извор Нила. Југозападно од њега, раздвајајући Танзанију од Демократске Републике Конго, се налази језеро Тангањика, које је друго најстарије и друго по дубини језеро на свету после Бајкалског језера.
Централни део Танзаније чини велики плато, са низијама и плодном земљом, у њему се налази нова престоница Додома.
Источна обала је топла и влажна, на њој се налази бивша престоница и највећи град Дар ес Салем. Северно од Дар ес Салема се налази острво Занзибар, полу-аутономна територија Танзаније познат по зачинима. На северу од Занзибара се налази мање познато острво Пемба.

### Воде
Дужина обале Индијског океана на истоку Танзаније је 800 km. У Великој раседној долини на западу су смештена три велика језера Викторијино, Тангањика и Њаса. Језеро Тангањика представља криптодепресију с обзиром да се његова површина налази на већој надморској висини од нивоа океана, а дно на надморској висини која је испод нивоа океана. Највеће реке Танзаније су Рувума на југу чији је ток 800 km и Пангани на северу чији је ток 500 km.

### Клима
Клима Танзаније варира од топле и влажне на обали, до умереније климе на узвишеном централном платоу. Танзанија има две кишне сезоне, једну дужу од марта до маја, и краћу од новембра до јануара.

## Становништво
Јула 2003. популација Танзаније је била процењена на 35.992.454 становника.
Густина насељености Танзаније варира од 1 особе по квадратном километру у сувим регионима до 51 особе по квадратном километру на висоравнима са доста воду до 134 особе по квадратном километру у Занзибару, просечна густина насељености је 20 особа по квадратном километру. Више од 80% становништва живи на селу.
Афричка популација се састоји од више од 120 етничких група, од којих Сукума, Хаја, Ниакиуса, Ниамвези и Чага имају више од милион чланова. Већина Танзанијаца, укључујући и племена као што су Хехе, Сукума и Ниамвези, припадају Банту групи. Групи Ниолитских народа припадају номадска племена Масаи и Луо, који се већем броју могу наћи у Кенији. Две мале групе говоре говоре језике који припадају Косијанској групи, то су Бушмани и Коикои. Групе које говоре Кушитски, пореклом из етиопске висоравни, живе у неколико подручја Танзаније.
Иако већина афричке популације на Занзибару долази са континента, једна група позната као Ширази води порекло од персијских насељеника на острву. Не-африканци чине 1% становништва. Азијска заједница, међу којима Хинду, Сики, Гоанци, Шитски и Сунитски муслимани, је опала за 50% у последњој деценији на 50.000 на континенту и 4.000 на Занзибару. Број Арапа је процењен на 70.000 а Европљана који живе у Танзанији је 10,000.
Свака етничка група говори сопствени језик, али је национални језик свахили.

### Религија
Најзаступљеније религије у Танзанији су хришћанство (61,4%) и ислам (35,2%). Остало чине традиционалне афричке религије.

## Административна подела
Танзанија је подељена у двадесет шест региона.
- Аруша - Аруша - (34,516 km²)
- Дар ес Салам - Дар ес Салам - (13,393 km²)
- Додома - Додома - (41,311 km²)
- Занзибар град/запад - Занзибар - (230 km²)
- Занзибар север - Мкокотони - (470 km²)
- Занзибар центар/југ - Коани - (854 km²)
- Иринга - Иринга - (58,936 km²)
- Кагера - Букоба - (39,627 km²)
- Кигома - Кигома - (45,066 km²)
- Килиманџаро - Моши - (13,309 km²)
- Линди - Линди - (66,046 km²)
- Мањара - Бабати - (47,913 km²)
- Мара - Мусома - (30,158 km²)
- Мбеја - Мбеја - (62,420 km²)
- Мванза - Мванза - (30,548 km²)
- Морогоро - Морогоро - (70,799 km²)
- Мтвара - Мтвара - (16,707 km²)
- Пвани - Кибахи - (32,407 km²)
- Пемба југ - Мкоани - (332 km²)
- Пемба север - Вете - (574 km²)
- Рувума - Сонгеа - (67,372 km²)
- Руква - Сумбаванга - (75,240 km²)
- Сингида - Сингида - (49,341 km²)
- Табора - Табора - (76,151 km²)
- Танга - Танга - (26,808 km²)
- Шињанга - Шињанга - (50,781 km²)

## Привреда
Танзанија је једна од најсиромашнијих земаља у свету. Привреда пре свега зависи од пољопривреде, која представља половину бруто домаћег производа, чини 85% извоза и запошљава 90% радне снаге. Топографија и климатски услови ограничавају плодно земљиште на само 4% територије. Индустрија је углавном ограничена на прераду пољопривредних производа и једноставну робу широке производње. Светска Банка, Међународни Монетарни Фонд и билатерални донатори осигурали су средства за рехабилитацију Танзанијске економске инфраструктуре. Танзанија има богате природне ресурсе као што су налазишта злата и прелепе националне паркове који остају неразвијени. Економски раст 1991—1999. укључио је подизање индустријске производње и значајан пораст рударства. Недавне банковне реформе помогле су повећању раста приватног сектора и инвестиција. Краткорочни економски напредак зависи и од сузбијања корупције и смањивања јавне потрошње.